# Roberto Lozano
Roberto Lozano Montero (Òdena, 4 juni 1977) is een Spaans wielrenner.

## Overwinningen
2003
- Circuito de Getxo

2004
- 1e etappe Ronda Ciclista al Maestrazgo
- 3e etappe Volta Ciclista Provincia Tarragona
- 4e etappe Volta Ciclista Provincia Tarragona